# Oenoptera leda
Oenoptera leda là một loài bướm đêm trong họ Noctuidae.